# 24. U-Boot-Division
Die 24. U-Boot-Division, russisch 24-я дивизия подводных лодок Северного флота 24-ja Diwisija podwodnych lodok Sewernowo flota, ist ein Verband der Nordflotte der Russischen Marine. Die russische Verbandsbezeichnung setzt sich aus Дивизия (diwisija – Division) АПЛ (APL als Abkürzung von Атомная подводная лодка Atomnaja podwodnaja lodka – Atom-U-Boot) СФ (SF als Abkürzung von Sewerni flot – Nordflotte) und der Divisionsnummer 24  zusammen.

## Geschichte
Mit der Einführung von Atom-U-Booten in der Sowjetunion, die zur Jagd auf gegnerische U-Boote konstruiert und zusätzlich mit Marschflugkörpern ausgerüstet waren, entschied sich die Sowjetische Marine, diese Boote in neuen Verbänden zusammenzufassen.
Die Aufstellung der 24. Division wurde mit einem Befehl vom 11. Mai 1985 vom Stabschef der Marine angeordnet und noch im selben Jahr weitgehend umgesetzt. Man nahm U-Boote aus bestehenden Verbänden und teilte sie der neu gegründeten Division zu. Erster Kommandeur der neu geschaffenen Division wurde Kapitän zur See Wladimir Monastyrschin.
Als problematisch erwies sich die Schaffung einer funktionierenden Infrastruktur für die neue Marinebasis Gadschijewo. Zwar waren Hafenbecken und Kaianlagen weitgehend vorhanden, jedoch mussten vom Stab der neuen Division Wohnungen für die Familien der Seeleute gefunden werden und die Instandsetzung der Unterkünfte im Stützpunkt musste organisiert werden.
Die ersten Boote des Verbandes gehörten zum Projekt 671RT. Die erste Patrouille der Division wurde im September 1985 von K-467 durchgeführt. 1987 wurden, speziell für Marschflugkörper umgerüstete, Boote der Yankee-Klasse (Projekt 667 AT) der Division zugeteilt.
1988 begann der Zulauf von Booten der Akula-Klasse und die verbliebenen Einheiten der Victor-Klasse und Yankee-Klasse wurden um 1992 an andere Verbände abgegeben oder ausgemustert.

## Gliederung
Besatzungen und Boote werden getrennt voneinander geführt, so dass die Besatzungen bei Bedarf auf verschiedenen U-Booten eingesetzt werden können.
Der Division sind, nach Quellenlage, derzeit folgende U-Boote zugeteilt:
| Name                        | takt. Nummer | Klasse       |
| --------------------------- | ------------ | ------------ |
| Пантера (Pantera – Panther) | K-317        | Akula        |
| Волк (Wolk – Wolf)          | K-461        | Akula        |
| Леопард (Leopard)           | K-328        | Akula        |
| Тигр (Tigr – Tiger)         | K-154        | Akula II     |
| Вепрь (Wepr – wilder Eber)  | K-157        | Akula II     |
| Гепард (Gepard)             | K-335        | Akula II/III |